# Hermann Wübbe
Hermann Wübbe (* 13. Februar 1877; † Mai 1953 in Bremerhaven) war ein deutscher Kaufmann, Politiker (CDU) und war für Bremerhaven Mitglied der Bremischen Bürgerschaft.

## Biografie
Wübbe war als selbstständiger Kaufmann in Bremerhaven tätig. Er war verheiratet und hatte Kinder.
Er wurde um 1945/46 Mitglied der CDU und war von 1947 bis 1951 Mitglied der 2. Bremischen Bürgerschaft und dort Alterspräsident und Mitglied verschiedener Deputationen.
Er war verwaltender Bauherr der Bürgermeister-Smidt-Gedächtniskirche in Bremerhaven-Mitte; Pastoren- und Gemeindehaus wurden zu seiner Zeit 1953 fertiggestellt und eingeweiht im Beisein von Wilhelm Kaisen, als Präsident des Senats der Freien Hansestadt Bremen.  Ab 1949 war er Mitglied des evangelischen Landeskirchenvorstandes von Bremen.